# کوهستان بروکبک
کوهستان بروکبَک (به انگلیسی: Brokeback Mountain) فیلمی رمانتیک و نئو وسترن محصول سال ۲۰۰۵ میلادی است که پیچیدگی‌های رابطهٔ احساسی و جنسی بین دو مرد همجنس‌گرا/دوجنس‌گرا را در آمریکا بین سال‌های ۱۹۶۳ تا ۱۹۸۳ میلادی به تصویر می‌کشد. این فیلم توسط آنگ لی کارگردانی شده است و فیلم‌نامه آن به‌وسیلهٔ دایانا اسانا و لری مک‌مرتری برگرفته از داستان کوتاه «کوهستان بروکبک» نوشتهٔ انی پرو به رشته تحریر درآمده است. در این فیلم بازیگرانی مانند هیث لجر، جیک جیلنهال، ان هتوی و میشل ویلیامز ایفای نقش کرده‌اند.
فیلم با تحسین گسترده‌ای از سوی منتقدان همراه بود و عملکرد بازیگری لجر و جیلنهال به شدت مورد تحسین قرار گرفت. فیلم همچنین در فروش گیشه موفق عمل کرد و ۱۷۸ میلیون دلار در سراسر جهان فروش کرد در حالی که ۱۴ میلیون دلار بودجه ساخت آن بوده است و جوایز مختلفی را از آن خود کرد. کوهستان بروکبَک برندهٔ شیر طلایی فستیوال ونیز شد و از طرف آکادمی فیلم و هنرهای تلویزیونی مفتخر به دریافت بهترین وصف و بهترین کارگردانی گشت. علاوه بر این، این فیلم جوایز گلدن گلوب، جوایز فیلم منتخب منتقدان و جوایز ایندیپندنت اسپریت را نیز در کارنامهٔ خود ثبت کرده است. کوهستان بروکبَک بیشترین تعداد نامزدی را برای جوایز (۸ مورد) در هفتاد و هشتمین جوایز اسکار را به دست آورد که توانست سه جایزه را از آن خود کند.

## داستان
کوهستان بروکبَک ماجرای انیس دلمار (هیث لجر) یک کارگر مزرعه و جک توئیست (جیک جیلنهال)، یک گاوچران است که در کوهستان بروکبک در وایومینگ در سال ۱۹۶۳ عاشق یکدیگر می‌شوند. فیلم به روایت زندگی آن‌ها تا بیست سال بعد می‌پردازد.
این دو در یک مزرعه هنگامی یکدیگر را ملاقات می‌کنند که رئیس مزرعه آن‌ها را برای پشم‌چینی گوسفندان استخدام کرده است. یک شب پس از مصرف زیادی مشروب جک حرکتی جنسی نسبت به انیس انجام می‌دهد که در ابتدا با مخالفت وی روبه‌رو می‌شود و میان آن دو آمیزش جنسی برقرار می‌شود. سپس انیس به او اجازه می‌دهد که ادامه دهد هرچند که او هشدار می‌دهد این اولین و آخرین بار است که اجازهٔ چنین کاری را می‌دهد. روابط احساسی آن‌ها گسترش می‌باید و عاشق یک‌دیگر می‌شوند.
مدتی کوتاهی بعد هنگامی که در می‌یابند تابستانی که قرار بود با یکدیگر بگذرانند پیش از موعد به اتمام رسیده است با یکدیگر به جدل می‌پردازند.
پس از جدایی جک و انیس از یکدیگر انیس با نامزد طولانی‌مدت خود آلما بیر ازدواج می‌کند و صاحب دو فرزند می‌شوند. جک تابستان سال بعد برای کار دوباره بازمی‌گردد ولی صاحب مزرعه که شاهد عشق‌بازی آن دو در کوهستان بوده، او را استخدام نمی‌کند. جک زن گاوچرانی به نام لورین نیوسام را ملاقات می‌کند و با او ازدواج می‌کند. جک و انیس چهار سال بعد یکدیگر را دوباره ملاقات می‌کنند. هنگامی که آن دو به‌طور شهوت‌آمیزی مشغول بوسیدن یکدیگر بودند آلما آن دو را به‌طور اتفاقی می‌بیند. جک به انیس پیشنهاد شروع یک زندگی مشترک را در یک مزرعهٔ کوچک به او می‌دهد اما انیس که در محاصرهٔ خاطرات کودکی خود است که در آن مرد همجنسگرایی شکنجه می‌شود و به قتل می‌رسد این پیشنهاد را رد می‌کند علاوه بر این او مایل نیست زندگی مشترک خود را با آلما برهم بزند. اما با این حال آن دو به ملاقات یکدیگر ادامه می‌دهند.
پس از چندی زندگی مشترک آلما و انیس رو به وخامت می‌گذارد و آن دو از یکدیگر طلاق می‌گیرد.
جک در مکزیک با روسپیان مرد همخوابه می‌شود. انیس مرتباً به خانواده خود سر می‌زند تا اینکه آلما درنهایت به وی می‌گوید که از ماهیت واقعی رابطه‌اش با جک خبر دارد. این مسئله باعث بروز دعوایی خشونت‌آمیز بین انیس و آلما می‌شود، پس از این بگومگو رابطهٔ انیس با آلما به‌طور کلی قطع می‌شود. انیس ضمن ملاقات کیسی کارترایت که یک پیشخدمت است با وی وارد رابطه‌ای رمانتیک می‌شود.
جک و لورین با یک زوج دیگر به نام‌های رندال و لاشاوون مالون ملاقات می‌کنند و رابطه‌ای دوستانه میانشان شکل می‌گیرد. این بدان معناست که جک و راندال باهم رابطه‌ای عاشقانه برقرار می‌کنند، زیرا رندال به جک می‌گوید رئیسش یک کلبه خارج از شهر دارد که رندال هروقت خواست می‌تواند به آنجا برود و به جک نیز پیشنهاد داد که گاهی باهم به آنجا بروند.
درپایان یکی دیگر از سفرهای ماهی‌گیریِ انیس و جک، انیس تلاش می‌کند تا دیدار بعدیش با جک را به تأخیر بیندازد. این مسئله باعث یأس جک شده و این حسش در قالب دعوا و مرافعه‌ای با انیس خود را نشان می‌دهد، در سوی دیگر انیس نیز جک را بابت ناکامی‌هایش مقصر می‌داند. انیس شروع به گریه می‌کند، جک سعی می‌کند تا او را در آغوش گیرد، در ابتدا با مقاومت مواجه می‌شود اما در نهایت در آغوش هم می‌افتند. در نهایت جک وقت رفتن انیس، او را نظاره می‌کند.
مدتی بعد، انیس یک کارت پستال را که برای جک ارسال کرده بود دریافت می‌کند، با مهر «فوت‌شده». او با لورن تماس می‌گیرد تا جویای حال جک شود که به او گفته می‌شود جک در اثر تصادف درگذشته. هنگامی که تلاش داشت تایری که پنچر شده را تعویض کند. درحینی که لورین صحبت می‌کند، انیس تصور می‌کند که جک در حقیقت توسط یک باند اراذل و اوباش کشته شده، سرنوشتی که انیس از آن ترس داشت. لورن به انیس می‌گوید که جک می‌خواست خاکسترش را برفراز کوه بروکبَک بی افشاند، اما لورین نمی‌داند آنجا کجاست.
انیس برای دیدار با خانوادهٔ جک به محل سکونتشان سفر می‌کند تا پیشنهاد دهد خاکستر جک را برفراز کوهستان مذکور پخش کند. پدر جک درخواستش را رد می‌کند و می‌گوید ترجیح می‌دهد پسرش در آرامگاه خانوادگیشان باشد. با پیشنهاد مادر جک، انیس وارد اتاق دوران کودکی جک می‌شود. درآنجاست که انیس پیراهن خونی‌اش را که فکر می‌کرده
برفراز کوهستان بروکبک جاگذاشته را بازمی‌یابد. او درمی‌یابد که جک پیراهن خونی انیس را با پیراهن آغشته‌به‌خون خودش، پس از دعوایشان در کوهستان بروکبک نگه داشته است. انیس هردو پیراهن را روی صورتش می‌گیرد و آهسته گریه می‌کند. مادر جک اجازه می‌دهد تا انیس پیرهن هارا برای خود نگه دارد.
کمی بعد، آلما جونیورِ نوزده‌ساله به تریلر پدرش می‌رود تا به او بگوید که نامزد کرده. او از پدرش می‌خواهد که به عروسی‌اش برود. انیس می‌پرسد که آیا نامزدش واقعاً او را دوست دارد که پاسخ «آری» می‌شنود.
پس از رفتن دخترش، انیس به کمد لباس‌هایش می‌رود، جایی که پیراهن خودش و پیراهن جک آویزان شده است و کارت پستالی از کوهستان بروکبَک بر آن نصب شده. او لحظه‌ای به آن خیره شده و اشک در چشمانش حلقه می‌زند و به آرامی زمزمه می‌کند: «جک، قسم می‌خورم…»

## موفقیت تبلیغاتی
کوهستان بروکبَک در حدود ۱۴ میلیون دلار هزینه ساخت دربرداشت که این به جز ۵ میلیون بودجه‌ای است که برای تبلیغات فیلم کنار گذاشته شده بود. طبق مصاحبه‌ای با فیلم‌ساز کوهستان بروکبَک این فیلم توانست خیلی زود پس از نمایش در کشورهای خارجی هزینهٔ ساخت را برگرداند.

## بازیگران
| بازیگرها       | نقش‌ها              |
| -------------- | ------------------ |
| هیث لجر        | انیس مار           |
| جیک جیلنهال    | جک تویست           |
| رندی کواید     | جو آگوری           |
| میشل ویلیامز   | آلما بیرز          |
| ان هتوی        | لارین نیوسام       |
| لیندا کاردلینی | کسی                |
| آنا فاریس      | لاشاون مالون       |
| دیوید هاربر    | رندال مالون        |
| رابرتا مکسول   | خانم توئیست        |
| پیتر مک‌رابی    | جان توئیست         |
| کیت مارا       | آلما دل مار جونیور |
| بروکلین پرو    | جنی (۴ ساله)       |

## جوایز اسکار
- برندهٔ اسکار بهترین کارگردانی ۲۰۰۵
- برندهٔ اسکار بهترین فیلم‌نامهٔ اقتباسی ۲۰۰۵
- برندهٔ اسکار بهترین موسیقی متن ۲۰۰۵
- نامزد دریافت جایزهٔ اسکار بهترین فیلم ۲۰۰۵
- نامزد دریافت جایزهٔ اسکار بهترین فیلمبرداری ۲۰۰۵
- نامزد دریافت اسکار بهترین بازیگر نقش اول مرد برای هیث لجر
- نامزد دریافت اسکار بهترین بازیگر نقش مکمل مرد برای جیک جیلنهال
- نامزد دریافت جایزهٔ اسکار بهترین بازیگر زن نقش مکمل برای میشل ویلیامز